# Royal Designers for Industry
A Royal Designer for Industry é uma distinção estabelecida pela British Royal Society of Arts (RSA) em 1936, para encorajar um alto padrão de design industrial e melhorar o status dos designers. É concedido a pessoas que alcançaram "excelência sustentada em design estético e eficiente para a indústria". Aqueles que são cidadãos britânicos levam as letras RDI após seus nomes, enquanto aqueles que não são RDIs honorários (HonRDI). Todos os que detêm a distinção são membros da Faculdade de Designers Reais da Indústria (fundada em 1938).